# 胡鈞 (1964年)
胡钧（1964年9月—），生物医学工程专家，上海交通大学教授，研究方向为纳米生物学等。中华人民共和国教育部第二批“长江学者”特聘教授。获国家自然科学三等奖等奖项和多项专利。
1986年、1989年和1999年先后毕业于中国科技大学近代物理系、中科院上海原子核所和复旦大学生理学和生物物理系，分别获理学学士、硕士、博士学位。